# واحد (مقاطعة كلاردشت)
واحد (بالفارسية: واحد) هي قرية تقع في قسم كلاردشت الشرقي الريفي (مقاطعة كلاردشت) في إيران. يقدر عدد سكانها بـ 742 نسمة بحسب إحصاء 2016.